# Bulbophyllum microbulbon
Bulbophyllum microbulbon är en orkidéart som beskrevs av Rudolf Schlechter. Bulbophyllum microbulbon ingår i släktet Bulbophyllum och familjen orkidéer. Inga underarter finns listade i Catalogue of Life.